# دنيس روبرتس
دنيس روبرتس (بالإنجليزية: Dennis Roberts)‏ (5 فبراير 1918 في المملكة المتحدة - 8 أبريل 2001 بهدرسفيلد في المملكة المتحدة) هو لاعب كرة قدم بريطاني (وحمل سابقاً جنسية المملكة المتحدة لبريطانيا العظمى وأيرلندا) في مركز قلب الدفاع. لعب مع نادي بريستول سيتي ونوتس كاونتي وهدرسفيلد تاون.